# Nocenka
Nocenka (Mirabilis) je rod vytrvalých rostlin, často polokeřů, jejichž různobarevné květy se otvírají až pozdě odpoledne a do rána uvadají. Široce vymezený rod pochází hlavně z tropické a subtropické Ameriky a je členěn do 50 až 60 druhů. V minulosti byly lidmi tyto okrasné rostliny rozšířeny na mnoha místech s teplým klimatem do zahrad a odkud se samovolně dostaly do místní přírody kde obvykle zdomácněly.
Na územích se středoevropským podnebím se ve volné přírodě nevyskytují, nesnesou mráz. V České republice se pěstují jen ojediněle a za specifických podmínek, obvykle to bývá nocenka zahradní, druh s mnohobarevnými květy

## Popis
Vytrvalé, lysé nebo chlupaté, obvykle silně vidlanovitě větvené rostliny s dřevnatějící spodní části článkovité lodyhy vyrůstající z vřetenovitého nebo hlízovitě ztlustlého kořene. Vzpřímené lodyhy jsou porostlé jednoduchými vstřícnými řapíkatými nebo přisedlými listy. Charakteristická je velmi intenzivní vůně květů této rostliny.
Jejich oboupohlavné pravidelné stopkaté květy vyrůstají jednotlivě nebo po několika z listenů tvořících zákrov, někdy chybně považovaných za kalich. Nerozlišené různobarevné okvětí je za semeníkem zúženo do dlouhé trubky která se dále zvonkovitě či široce nálevkovitě rozšiřuje. Tří až šest tyčinek s nitkami je obvykle dlouhých jako okvětní trubka nebo delší. Jednosemenný svrchní semeník má dlouhou čnělku s hlavičkovitou bliznou přečnívající prašníky. V podvečer otvírající se květy, z nichž některé příjemně voní, jsou opylovány létajícím hmyzem nebo drobnými ptactvem. Nepukavý jednosemenný plod je radiálně symetrický, kulatý nebo čtyř či pětihranný antokarp s kožovitým obalem z listenů zákrovu.

## Pěstování
Ve své domovině si tyto vytrvalé rostliny nečiní zvláštní nároky na půdu nebo vláhu, požadují jen dostatek světla a tepla; postupně přirůstají a průběžně kvetou. V oblastech kde klesá teplota k bodu mrazu však nepřežijí a před zimním obdobím se musí jejich kořeny vykopat a na jaře opět zasadit. Je i druhá možnost, pěstovat rostliny jako jednoleté, ze semen se nejdříve vypěstují sazenice které se následně v polovině jara vysadí na záhon.

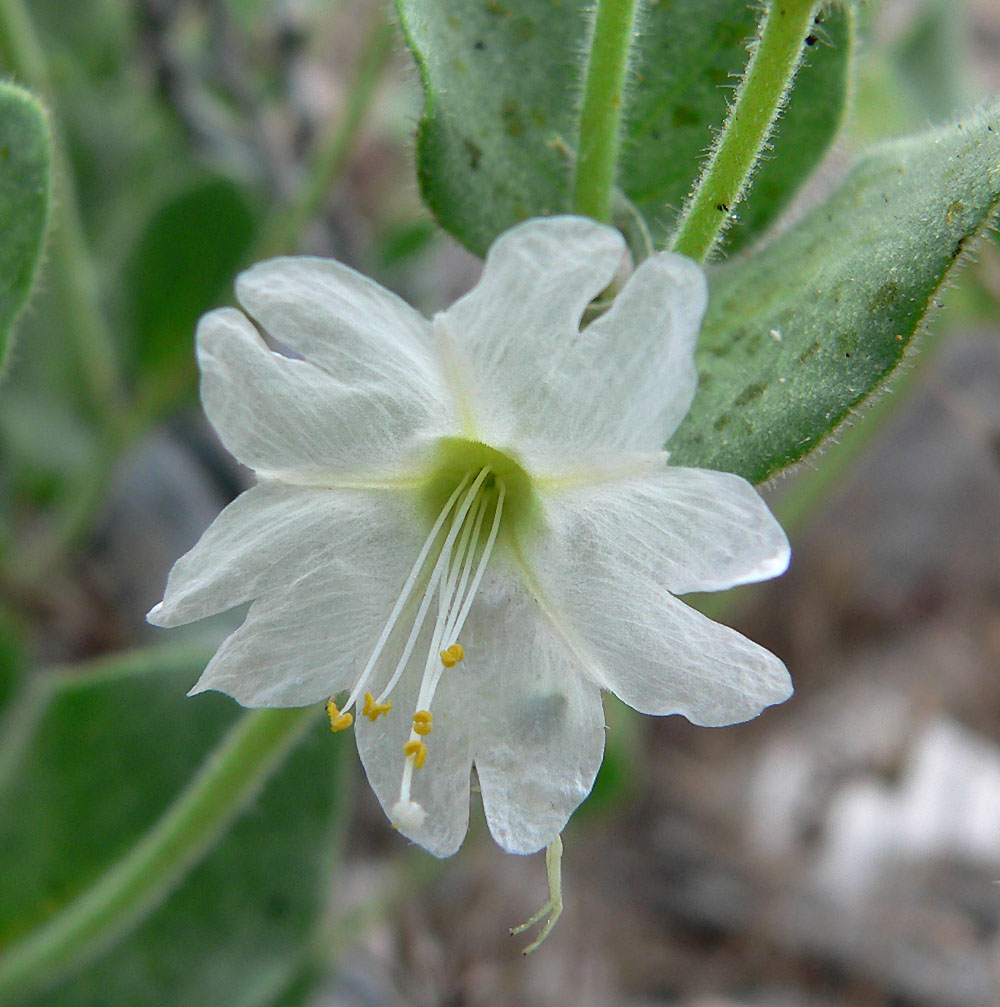
Květ Mirabilis laevis
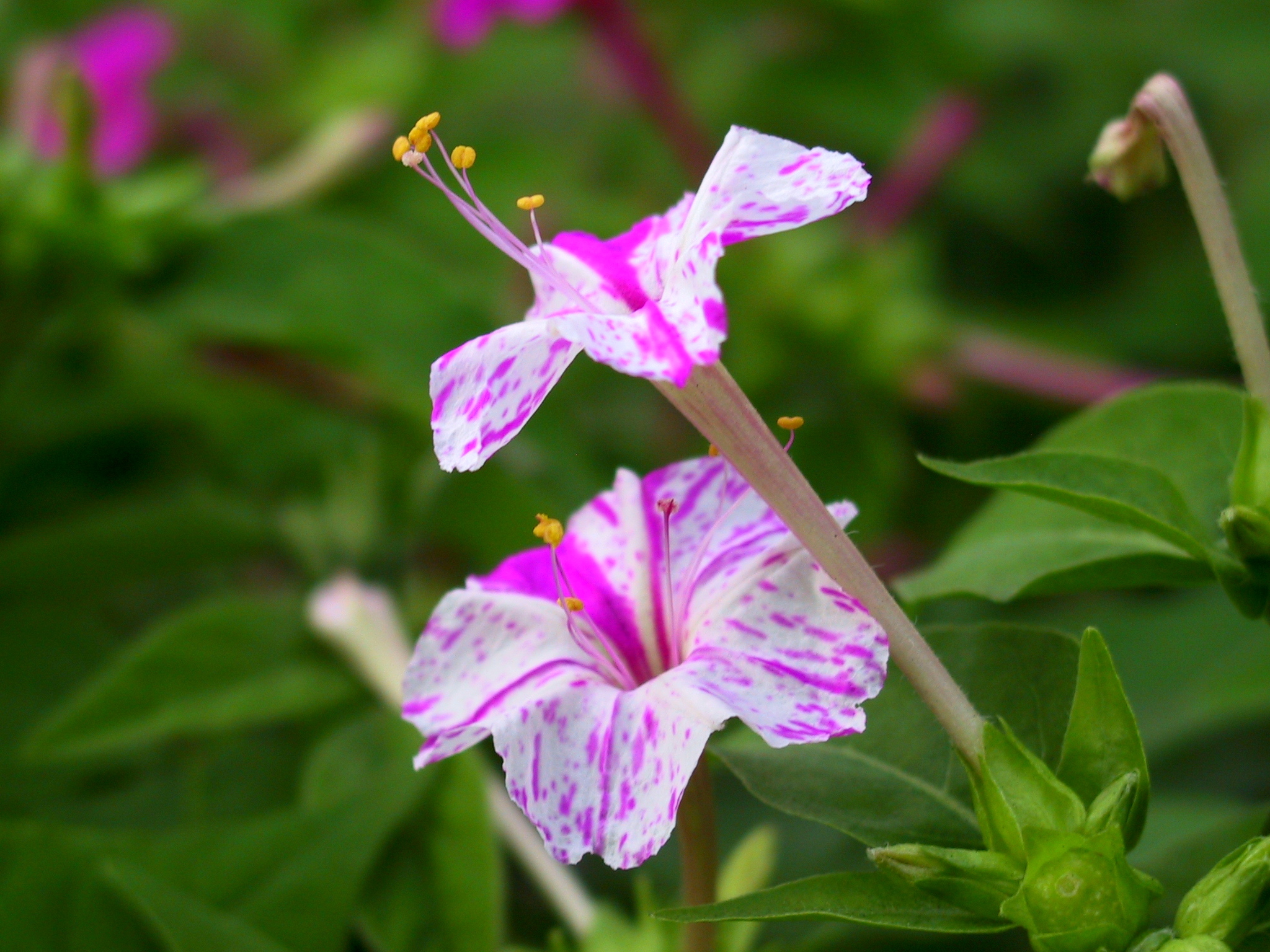
Květ Mirabilis jalapa
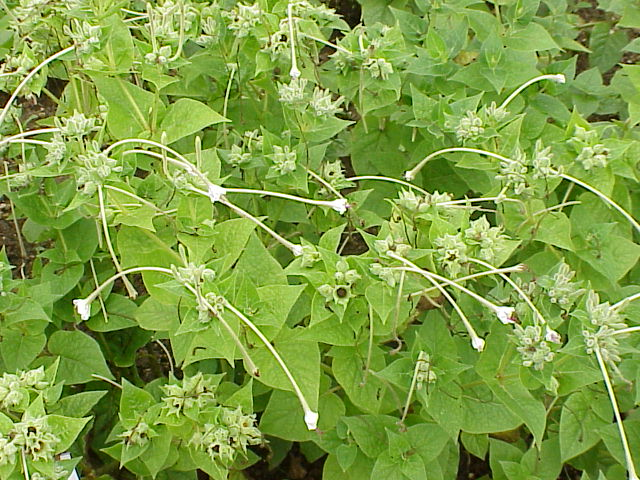
Květy Mirabilis longiflora
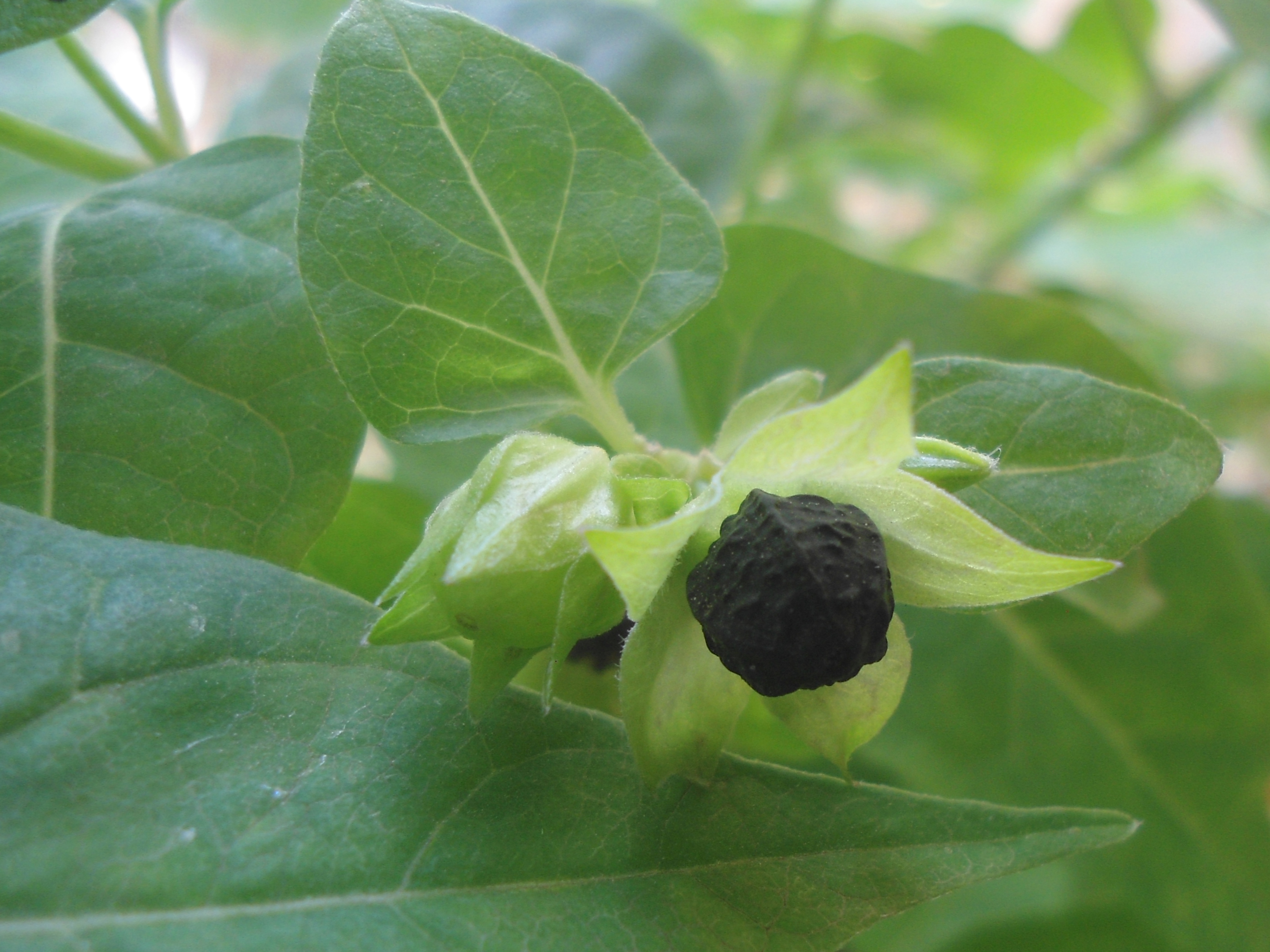
Plod